# Najlepszy człowiek
Najlepszy człowiek (cz. Nejlepší člověk) – czechosłowacki film komediowy z 1954 w reżyserii Václava Wassermana i Ivo Nováka. 

## Obsada
- Vlasta Burian jako Čeněk Plíšek, naczelnik poczty
- Stanislav Neumann jako listonosz Choura
- Václav Vydra jako burmistrz Bublich
- Jiřina Šejbalová jako Bublichová, jego żona
- Věra Bublíková jako Otylka Bublichová, ich córka
- Felix le Breux jako radny Kopr, budowniczy
- Světla Svozilová jako Koprová, jego żona
- Lubomír Lipský jako Arnošt Kopr, ich syn
- Josef Hlinomaz jako radny Halaburda, właściciel ziemski
- Darja Hajská jako Halaburdová, jego żona
- Miloš Kopecký jako radny Valerián Kýla, aptekarz
- Dana Medřická jako Malvína Kolenatá, właścicielka sklepu krawieckiego
- Josef Kemr jako Cukner, sekretarz gminy
- Eman Fiala jako strażnik Truneček
- Gustav Hilmar jako Šerpán
- Jaroslav Mareš jako zegarmistrz František Vích
- Míla Myslíková jako Květa Marčanová
- Bohuš Hradil jako Marčan, jej ojciec
- Jiří Vršťala jako widz
- Vladimír Řepa jako widz
- Jiří Sovák jako mieszkaniec Pětic
- Antonín Jedlička jako kelner
- Antonín Šůra jako uczestnik zebrania